# Breaux Greer
Breaux Greer (ur. 19 października 1976 w Houston) – amerykański lekkoatleta, który specjalizował się w rzucie oszczepem.
W 2000 roku zajął dwunaste miejsce na igrzyskach olimpijskich. Rok później uplasował się na tuż za podium – na czwartym miejscu – mistrzostw świata oraz zdobył srebro igrzysk dobrej woli. Zdobył brązowego medali igrzysk panamerykańskich – niespełna miesiąc później odpadł w eliminacjach światowego czempionatu (2003). Na igrzyskach olimpijskich w 2004 wygrał kwalifikacje z wynikiem 87,25 jednak stadion opuścił kulejąc, a w finale – podobnie jak cztery lata wcześniej – był dwunasty. Największy sukces odniósł w 2007 kiedy zdobył brązowy medal mistrzostw świata. Po nieudanym starcie na igrzyskach olimpijskich w Pekinie (2008) zakończył karierę. Wielokrotny medalista mistrzostw Stanów Zjednoczonych.
Rekord życiowy: 91,29 (21 czerwca 2007, Indianapolis) – rezultat ten jest rekordem USA, natomiast do 13 maja 2022 był rekordem Ameryki Północnej.

## Osiągnięcia
| Rok  | Impreza                             | Miejsce       | Lokata            | Wynik |
| ---- | ----------------------------------- | ------------- | ----------------- | ----- |
| 2000 | Igrzyska olimpijskie                | Sydney        | 12. miejsce       | 79,91 |
| 2001 | Mistrzostwa świata                  | Edmonton      | 4. miejsce        | 87,00 |
| 2001 | Igrzyska dobrej woli                | Brisbane      | 2. miejsce        | 85,86 |
| 2001 | Finał Grand Prix IAAF               | Melbourne     | 5. miejsce        | 82,63 |
| 2003 | Igrzyska panamerykańskie            | Santo Domingo | 3. miejsce        | 79,21 |
| 2003 | Mistrzostwa świata                  | Paryż         | el. – 14. miejsce | 76,82 |
| 2004 | Igrzyska olimpijskie                | Ateny         | 12. miejsce       | 74,36 |
| 2004 | Światowy finał lekkoatletyczny IAAF | Monako        | 1. miejsce        | 87,68 |
| 2007 | Mistrzostwa świata                  | Osaka         | 3. miejsce        | 86,21 |
| 2008 | Igrzyska olimpijskie                | Pekin         | el. – 22. miejsce | 73,68 |